# Sachsen-Jena

Sachsen-Jena (um 1680)

Sachsen-Jena war ein wettinisches Territorium in Thüringen, das im letzten Drittel des 17. Jahrhunderts für kurze Zeit von eigenen Herzögen der ernestinischen Linie der Wettiner regiert wurde. (vgl. Ernestinische Herzogtümer).
Sachsen-Jena entstand 1672 aus einer Landesteilung innerhalb des Herzogtums Sachsen-Weimar. Die Residenzstadt war Jena. 1690 fiel das Gebiet zum Teil an Sachsen-Weimar zurück, ein anderer Teil kam zu Sachsen-Eisenach.

## Geschichte
Den Wettinern gelang es um das Jahr 1300, Rechte an der Stadt Jena zu erwerben; 1331 konnten sie den Herren von Lobdeburg deren Rechte abkaufen und kamen so in den Vollbesitz der Stadt. Nach der Leipziger Teilung von 1485 fiel die Stadt an den ernestinischen Zweig der Wettiner, nach der Erfurter Teilung des Jahres 1572 an das Herzogtum Sachsen-Weimar. Wie alle ernestinischen Besitzungen bekannte sich die Stadt schnell zur Reformation, Martin Luther weilte 1521 zum ersten Mal in Jena und kam danach noch elfmal in die Stadt.
Seit 1548 war Jena Sitz einer „Hohen Schule“, die 1558 zu einer Universität wurde. Diese verblieb bei allen Teilungen im gemeinsamen Besitz aller ernestinischer Linien, als Ersatz für die mit der Wittenberger Kapitulation verlorene Universität Wittenberg.
In Sachsen-Weimar herrschte bis zu seinem Tode im Jahre 1662 Herzog Wilhelm IV. Er hatte sechs Kinder, davon fünf Söhne. Nach seinem Tode übernahmen die vier noch lebenden Kinder die Herrschaft in Weimar zunächst gemeinsam. Das Recht der Primogenitur war für das Haus Sachsen-Weimar noch nicht eingeführt, weshalb nicht der älteste Sohn die Regentschaft allein erbte, sondern alle Söhne an der Regentschaft beteiligt werden mussten. Im Regelfalle versuchte man, durch Landesteilungen jedem Erben einen eigenen Herrschaftsbereich zur Verfügung zu stellen, 1662 war das Herzogtum Sachsen-Weimar aber so klein, dass man weitere Teilungen als nicht praktisch empfand.
Dies änderte sich, als 1672 der nur 15 Jahre alte Herzog Friedrich Wilhelm III. von Sachsen-Altenburg kinderlos verstarb, mit ihm also die ältere Linie der Herzöge von Sachsen-Altenburg erlosch. Zwar sollte aufgrund testamentarischer Regelung seines Vaters Friedrich Wilhelm II. von Sachsen-Altenburg der älteste Agnat, und damit Ernst I. von Sachsen Gotha, allein Erbe des Fürstentums Altenburg werden, doch einigte dieser sich mit seinen Neffen aus der Linie Weimar auf die Abtretung bestimmter Ämter, Einkünfte und Rechte aus dem Erbe und seinem eigenen Besitz gegen Verzicht auf alle eventuellen, weitergehenden Ansprüche. Dadurch kam etwa ein Viertel des Erbes an Sachsen-Weimar, wodurch es eine Größe erreicht hatte, die eine Landesteilung möglich machte.
Bei dieser Teilung von 1672 behält der älteste Bruder, Johann-Ernst II. Sachsen-Weimar, für seinen jüngeren Bruder Johann Georg I. wird das Fürstentum Sachsen-Eisenach von Weimar gelöst, für den weiteren Bruder Bernhard das Fürstentum Sachsen-Jena.
Das neu geschaffene Fürstentum hatte eine Fläche von 515 km². Da der „Fürst von Jena“ als Ernestiner also zugleich auch „Herzog zu Sachsen“ war, und dieser Titel dem Fürstentitel voranging, wird oft auch vom „Herzogtum Sachsen-Jena“ gesprochen.
Bernhard regierte nur für sechs Jahre und starb bereits 1678. Bei seinem Tode war sein einziger Sohn und Erbe Johann Wilhelm nur drei Jahre alt. Es wurde deshalb eine Regentschaft eingerichtet, die zunächst Herzog Johann Ernst II. von Sachsen-Weimar, nach dessen Tode 1683 von Herzog Johann Georg I. von Sachsen-Eisenach, als dieser 1686 verstarb schließlich von Herzog Wilhelm Ernst von Sachsen-Weimar wahrgenommen wurde.
Herzog Johann Wilhelm von Sachsen-Jena verstarb 1690 vor Erreichen der Volljährigkeit und kinderlos. Damit erlosch die Linie der Herzöge von Sachsen-Jena bereits wieder. Das Land wurde 1692 zwischen Sachsen-Weimar und Sachsen-Eisenach aufgeteilt. Die Stadt und das Amt Jena selbst fiel an Sachsen-Eisenach bzw. 1741 an Sachsen-Weimar-Eisenach zurück. Die Stadt Apolda und die Ämter Dornburg, Heusdorf und Bürgel kamen 1692 zu Sachsen-Weimar, das Amt Allstedt zu Sachsen-Eisenach.

## Herrschertabelle
- 1672–1678 Bernhard (1638–1678).
- 1678–1690 Johann Wilhelm (1675–1690).